# Рој Рајншрајбер
Рој Рајншрајбер (20. август 1980), израелски фудбалски судија. Постао је арбитар Фифе и Уефе 2014. године. Редовно суди мечеве Премијер лиге Израела. 
Дана 17. јула 2014, Рајншрајбер је први пут судио на неком европском такмичењу када је делио правду на утакмици између Бурсаспора и Чихуре у другом колу квалификација за Лигу Европе; утакмица је завршена резултатом 0 : 0 а Рајншрајбер је показао укупно пет жутих картона. Прву међународну утакмицу коју је судио била је између Мађарске и Фарских острва 10. октобра 2017; на овој утакмици, израелски арбитар је доделио четири жута картона.